# Anastasie Panu
Anastasie Panu (n. 1810, Iași, Principatul Moldovei  - d. 1867, Viena, Austro-Ungaria) a fost un om politic, jurist, membru al Căimăcămiei-de-trei din Moldova în perioada octombrie 1858/ianuarie 1859.

## Biografie
Anastasie Panu se naște în anul 1810 la Iași ca fiu al lui Panaiotache Panu, român din Macedonia și al Elenei Miclescu fiica paharnicului Manolache Miclescu.
Urmează studii de drept la Iași și în 1845 intră în magistratură la Huși ca membru al Tribunalului Fălciu, unde mai târziu este numit președinte.
Implicat în mișcarea revoluționară de la 1848, ajunge în timpul domniei lui Grigore Alexandru Ghica (1804/1807-1857), în 1852, Ministru al justiției. Înfocat partizan al unirii, Panu este numit împreună cu Vasile Sturdza (1810-1870) și cu Ștefan Catargiu (1789-1866) în căimăcămia de trei a Moldovei. În înțelegere cu Sturdza, conlucrează împotriva lui Catargiu, care avea interese dubioase, pentru realizarea scopului național, conform căruia este ales la 5 ianuarie 1859 colonelul Alexandru Ioan Cuza, ca domnitor al Moldovei și la 24 ianuarie și al Munteniei. Sub domnia lui Cuza, Panu a fost Președintele Consiliului de Miniștri și Ministru de Interne, din ianuarie până în septembrie 1861, când Țara Românească și Moldova aveau guverne separate.
Se stinge din viață în 1867 la Viena. Este înmormântat la Cimitirul Eternitatea din Iași.